# Прва макс
Прва макс (изворно Prva Max) је српска телевизијска мрежа која је покренута 25. јула 2016. године.